# Спектральные серии водорода

Спектральные линии атома водорода

Спектра́льные се́рии водо́рода — набор спектральных серий, составляющих спектр атома водорода. Поскольку водород — наиболее простой атом, его спектральные серии наиболее хорошо изучены. Они хорошо подчиняются формуле Ридберга:
{\displaystyle {\frac {1}{\lambda }}=R\left({\frac {1}{{n'}^{2}}}-{\frac {1}{n^{2}}}\right),}
где R = 109 677 см−1 — постоянная Ридберга для водорода,
n′ — основной уровень серии, n — натуральное число больше n′.
Спектральные линии, возникающие при переходах на основной энергетический уровень, называются резонансными, все остальные — субординатными.

## Физика спектральных серий

Состояния электрона и соответствующие длины волн для водорода

Схема энергетических уровней атома водорода и спектральные серии

Атом водорода состоит из электрона, вращающегося вокруг ядра — протона. Сила электромагнитного взаимодействия между электроном и протоном порождает набор дискретных квантовых состояний электрона, каждое из которых имеет свою определённую энергию. Эти состояния изображаются в боровской модели как отдельные орбиты электрона вокруг протона. Каждой орбите или состоянию атома соответствует целое число n, называемое главным квантовым числом.
Излучение на частотах спектральных линий происходит, когда электрон переходит из более высокого энергетического состояния в более низкое. Состояние с более низкой энергией обозначается как n′, а с более высокой n. Энергия излучённого фотона соответствует разности энергий этих двух состояний. Так как энергия каждого состояния всегда одинакова, разница между ними тоже всегда одинакова и переход всегда будет излучать фотон с постоянной энергией, то есть с постоянной длиной волны.
Спектральные линии принято группировать в серии с разными n′. Линии в каждой серии обозначаются последовательно от самой длинноволновой линии греческими буквами в алфавитном порядке. Например, линия 2 → 1 называется линией Лаймана-альфа (Ly-α), а 7 → 3 Пашена-дельта (Pa-δ).
У атома водорода существуют линии, не описываемые этими сериями, как, например, радиолиния нейтрального водорода с длиной волны около 21 сантиметра. Эти линии порождаются более редкими энергетическими переходами в атоме, называемыми сверхтонкими переходами.
Тонкая структура энергетических уровней также порождает дискретные спектральные линии, наблюдаемые в виде двух и более чем двух тесно сгруппированных линий, возникающих из-за релятивистских эффектов.

## Серия Лаймана
Открыта Т. Лайманом в 1906 году. Все линии серии находятся в ультрафиолетовом диапазоне. Серия соответствует формуле Ридберга при n′ = 1 и n = 2, 3, 4, …; линия Lα = 1216 Å является резонансной линией водорода. Граница серии — 911,8 Å.

## Серия Бальмера
Открыта И. Я. Бальмером в 1885 году. Первые четыре линии серии находятся в видимом диапазоне и были известны задолго до Бальмера, который предложил эмпирическую формулу для их длин волн и на её основе предсказал существование других линий этой серии в ультрафиолетовой области. Серия соответствует формуле Ридберга при n′ = 2 и n = 3, 4, 5, …; линия Hα = 6565 Å, граница серии — 3647 Å.

## Серия Пашена
Предсказана Ритцем в 1908 году на основе комбинационного принципа. Открыта Ф. Пашеном в том же году. Все линии серии находятся в инфракрасном диапазоне. Серия соответствует формуле Ридберга при n′ = 3 и n = 4, 5, 6, …; линия Pα = 18 756 Å, граница серии — 8206 Å.

## Серия Брэккета
Открыта Ф. С. Брэккетом в 1922 году. Все линии серии находятся в ближнем инфракрасном диапазоне. Серия соответствует формуле Ридберга при n′ = 4 и n = 5, 6, 7, …; линия Bα = 40 522 Å. Граница серии — 14 588 Å.

## Серия Пфунда
Открыта А. Г. Пфундом в 1924 году. Линии серии находятся в ближнем (часть в среднем) инфракрасном диапазоне. Серия соответствует формуле Ридберга при n′ = 5 и n = 6, 7, 8, …; линия Pfα = 74 598 Å. Граница серии — 22 794 Å.

## Серия Хэмпфри
Открыта К. Д. Хэмпфри в 1953 году. Серия соответствует формуле Ридберга при n′ = 6 и n = 7, 8, 9, …; основная линия — 123 718 Å, граница серии — 32 823 Å.

## Серия Хансена — Стронга
Открыта Джоном Стронгом и Питером Хансеном в 1972 году. Серия соответствует формуле Ридберга при n′ = 7 и n = 8, 9, 10, ….

## Серии, ранее приписываемые водороду

### Серия Фаулера
Открыта в 1912 году Альфредом Фаулером при изучении спектра излучения вакуумных трубок, заполненных смесью водорода и гелия. Серия соответствует формуле Ридберга при n′ = 1,5 и n = 2, 3, 4, …. На самом деле эта серия принадлежит однократно ионизированному гелию при n′ = 3 и n = 4, 5, 6, ….

### Серия Пикеринга
Открыта в 1896 году Эдвардом Пикерингом при изучении спектра звезды ζ Кормы. Серия соответствует формуле Ридберга при n′ = 2 и n = 2,5; 3,5; 4,5; …. На самом деле эта серия принадлежит однократно ионизированному гелию при n′ = 4 и n = 5, 6, 7, ….